# 福島県道348号落合豊成線
福島県道348号落合豊成線（ふくしまけんどう348ごう おちあいとよなりせん）は、福島県南会津郡下郷町にある一般県道である。

## 路線概要
- 起点：南会津郡下郷町大字落合字上下川原
- 終点：南会津郡下郷町大字豊成字宮の前
- 総延長：425m[1]
  - 実延長：総延長に同じ
- 路線認定年月日：1959年8月31日[2]

### 道路施設
八幡橋
- 全長：148.5 m
  - 主径間：36.4 m
- 幅員：7.25（9.75） m
- 形式：4径間単純合成鋼鈑桁橋
- 竣工：1984年（昭和59年）

下郷町落合字上下川原、豊成字宮ノ前にて一級水系阿賀川を渡る。橋上は上下対向2車線で供用されており、上り線側に歩道が設置されている。1955年（昭和30年）に架けられた旧橋梁の老朽化が進み、重量制限2tの規制がかけられていたために、1980年度（昭和55年度）より地方道橋梁整備事業として架替に着手された。総事業費は4億6340万円。

## 通過する自治体
- 南会津郡下郷町

## 接続・交差する道路
- 福島県道347号高陦田島線（落合字上下川原 起点）
- 国道121号（豊成字宮の前 終点）